# シルタキ

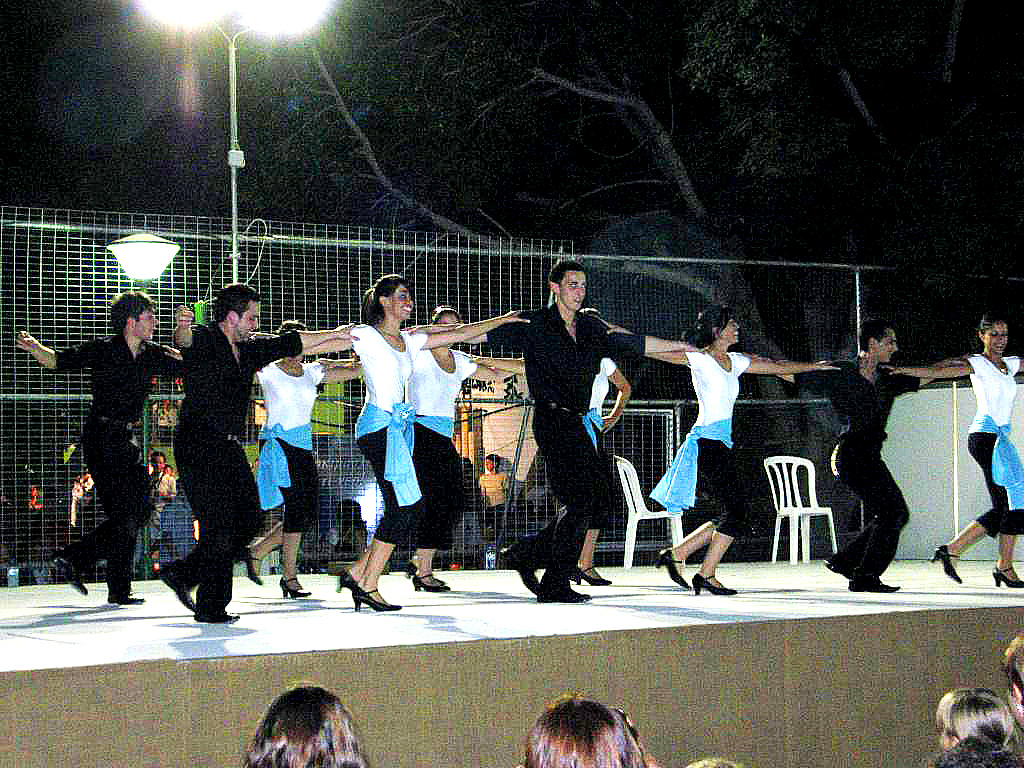
リマソールのイベントにて行われたシルタキ

シルタキ（英語：sirtakiまたはsyrtaki 、ギリシア語: συρτάκι）は、ギリシアを起源とする大衆舞踊で、1964年の映画「その男ゾルバ」のためにギオルゴス・プロヴィアスによって振り付けされたものである。シルタキはギリシアの伝統舞踊ではなく、ハサピコのゆっくりしたステップと速いステップとを混ぜ合わせたものである。このダンスと、ミキス・テオドラキスによる伴奏曲とは、「ゾルバのダンス (Zorbá's dance、Zorbas)」と呼ばれることもある。
「シルタキ」という名称は、ギリシア語の「シルトス」という語からきている。この語は「（ダンスを）引きずる」という意味の「（σύρω (τον χορό)）」というギリシア語に由来するが、クレタ地方の伝統舞踊でいわば”引きずる”ようなスタイルのものをひっくるめて呼ぶ通称として用いられているものであり、飛び跳ねるような動きのあるピズィヒトス (Pidikhtos, πηδηχτός)に対してつけられた名称である。しかしながら、シルタキにはシルトスの要素（ゆっくりした部分）と、ピズィヒトスの要素（速い部分）がともに含まれている。

## 振り付け
シルタキは、横一列になるか、輪を作って踊る。両隣の人の肩に手を置く。列になって踊るスタイルのほうが伝統的である。
音楽は4/4拍子で、テンポが次第に速くなり、最も速くなる部分では2/4拍子になることも多い。したがって、ダンスはまずゆっくりとしたなだらかな動きから始まり、徐々に速く、活気のある動きへと移り変わっていき、時には跳躍も入るようになる。シルタキを振り付けしたのはギオルゴス・プロヴィアスである。

## ギネス記録
2007年9月16日に、キプロスで、「その男ゾルバ」の曲に合わせてシルタキを踊る世界一長い列が記録された。この列は、8組の踊り手たち、総勢268名で、「ゾルバのダンス」のステップで踊った。アイヤ・ナパの町長アントニス・ツォコスは、このイベントの目的は、町がギリシア文化に高い関心を持っているというメッセージを送るためのものであり、世界にリゾートを喧伝するためのものであると話した。ギネスブックによると、市の文化部長のマリア・トフィニは、踊りの質を高めるのにステップをそろえて踊らなければならなかったと話している。このイベントは観光客や地元の人の注目を引き、大勢の人が浜辺や海で「ゾルバのダンス」を踊った。
2012年8月31日には、このシルタキのギネス記録は、ギリシアのヴォロス市の港から連なった5614人の踊り手が5分間海辺でシルタキを踊ったことで打ち破られた。企画したのはマグニシア県の社会活動及び文化協会で、8月31日のこの月2度目の満月の光のもとでヴォロスのメインビーチで踊ろうと開かれたものである。
14歳から89歳までの5614名の人が、ミキス・テオドラキスの「その男ゾルバ」に合わせて踊り、町の広場を人でいっぱいにしてギネスブックにも掲載された。
ヴォロス、ラリサ、アテネ、テッサロニキ、トリカラ、それどころか島嶼部からもファンが集まり、視覚障害者団体や、国立シンクロナイズドスイミングのチーム、それに一般の市民も加わって、肩を組みクレタの浜で踊るアンソニー・クインのようになることにしたのだった。このアイディアは、ヴォロスの住民のアレクシア・ハルヴァトザクが市の当局に地域振興の一案として提案したものである。社会活動及び文化協会長のコスタス・ハレヴァスは、このアイディアを気に入り、イベントを施行する手はずを調えた。

## 関連タグ
- 民族舞踊
- フォークダンス
- シルトス

## References
1. ↑  Kate Armstrong, Michael Clark, Chris Deliso (2008). Greek islands. Footscray, Vic,: Lonely Planet. p. 49. ISBN 9781741043143
2. ↑  Tatossian, Anthony A. (2011). Villains and Lovers. AuthorHouse. p. 54. ISBN 9781456739812
3. ↑  Provost, P. Paul (2011). The Vagabonds. AuthorHouse. p. 192. ISBN 9781463428556